# Бенджамін Мкапа
Бенджамін Вільям Мкапа — державний і політичний діяч Танзанії, президент Танзанії (1995—2005).

## Життєпис
Народився 12 листопада 1938 р. на півдні Танзанії в м. Нданда. Закінчив університет Макерере в Уганді у 1962 р. за спеціальністю міжнародне право. Працював дипломатом, був міністром закордонних справ Танзанії. У 1995 р. переміг на президентських виборах, висунений правлячою партією Чама Ча Мапіндузі. Був президентом Танзанії з 23 листопада 1995 р. до 21 грудня 2005 р.